# مسجد جن باکو
مسجد جن (به ترکی آذربایجانی: Cin məscidi) مسجدی است که در بخش شهر قدیمی باکو واقع شده و اثر دارای اهمیت محلی محسوب می‌شود.

## در مورد مسجد
این مسجد جزو مجتمع کاخی شروان‌شاهان می‌باشد، که در قسمت پایینی دروازه شرقی شهر قدیمی قرار گرفته‌است. هیچ کتیبه ای روی نمای ساختمان موجود نیست. احتمال می‌رود که در قرن ۱۴ ساخته شده و نام آن از نام سوره جن قرآن مشتق گردیده باشد. به عنوان مسجد محله ای فعالیت کرده‌است.

## سبک معماری
مسجد بر اساس سبک معماری شیروان- آبشوران ساخته شده‌است. ساختمان مسجد که به مربعی شکل بنا شده‌است، واجد سالن عبادت می‌باشد، که بام آن با قبه دایره ای پوشانده شده‌است. طاقچه‌های کوچکی در زوایای ساختمان نصب گردیده‌است. به‌طور کلی، مسجد حائز شکلی کلاسیک می‌باشد.